# جوش لوكاس
جوش لوكاس (بالإنجليزية: Josh Lucas)‏ واسمه الكامل هو جوش لوكاس ايزي دينت مورير (بالإنجليزية: Joshua Lucas Easy Dent Maurer)‏ ولد في يوم 20 يونيو 1971 في ليتل روك، أركنساس في الولايات المتحدة وهو ممثل أمريكي مثل في عدة أفلام منها المجنون الأمريكي وغلوري رود وأبيوتفل مايند وبوسيدون.

## وصلات خارجية
- جوش لوكاس على موقع IMDb (الإنجليزية)
- جوش لوكاس على موقع روتن توميتوز (الإنجليزية)
- جوش لوكاس على موقع ألو سيني (الفرنسية)
- جوش لوكاس على موقع ميوزك برينز (الإنجليزية)
- جوش لوكاس على موقع تيرنر كلاسيك موفيز (الإنجليزية)
- جوش لوكاس على موقع أول موفي (الإنجليزية)
- جوش لوكاس على موقع بوكس أوفيس موجو (الإنجليزية)
- جوش لوكاس على موقع قاعدة بيانات برودواي على الإنترنت (الإنجليزية)
- جوش لوكاس على موقع قاعدة بيانات الأفلام السويدية (السويدية)
- جوش لوكاس على موقع إن إن دي بي (الإنجليزية)